# Paul L. Smith

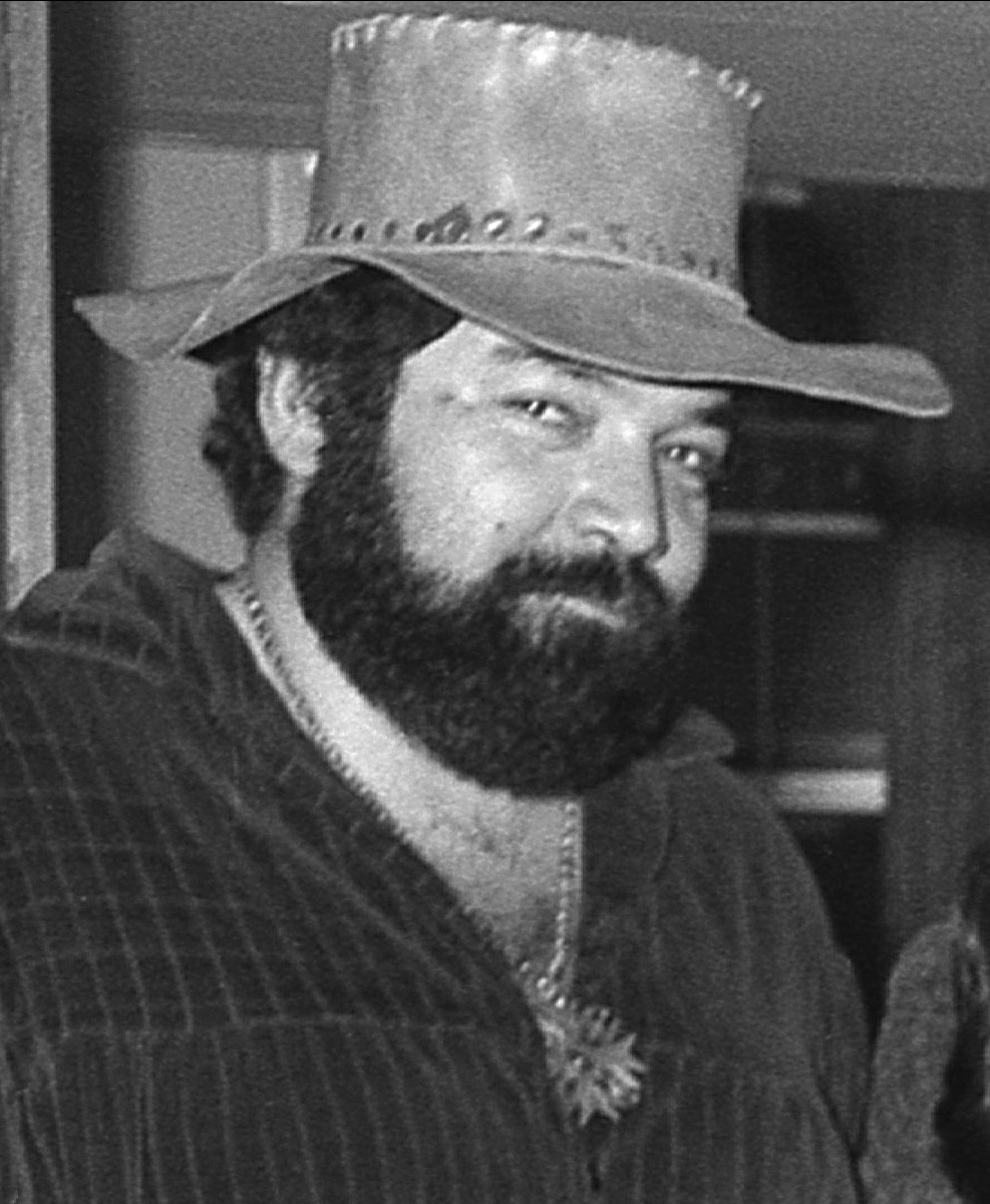
Paul L. Smith (1973)

Paul Lawrence Smith (* 24. Juni 1936 in Everett, Massachusetts; † 25. April 2012 in Ra’anana, Israel) war ein US-amerikanischer Schauspieler. Er wurde durch diverse Italo-Western und Komödien bekannt. Meist übernahm er Rollen, die zu seinem stämmigen Körperbau passten, sowie solche als Bösewichte.

## Leben
Seine erste Filmrolle hatte Smith als jüdischer Gefangener in Otto Premingers Exodus (1960). 1967 kehrte Smith, nachdem er bereits für Exodus in Israel gedreht hatte, dorthin als Freiwilliger im Sechstagekrieg zurück. In Israel war er in fünf Filmen zu sehen. Im Jahr 1973 zog er mit seiner Frau Eve, die er in Israel kennengelernt hatte, nach Italien. Hier drehte er mit Antonio Cantafora, der sich den Künstlernamen Michael Coby gab, mehrere Terence Hill & Bud Spencer-Plagiate. Eine kleine Nebenrolle hatte er auch in der Miniserie Moses mit Burt Lancaster.
Im Jahr 1977 zog er nach Hollywood und drehte 12 Uhr nachts – Midnight Express. In Hollywood nahm er Gastrollen in Serien wie CHiPs, Notruf California und Barney Miller an. In Popeye erlebte er einen Flop; später wirkte er auch in bekannteren Filmen mit, etwa Masada mit Peter O’Toole, Der Wüstenplanet mit Kyle MacLachlan, Red Sonja mit Arnold Schwarzenegger und Maverick mit Mel Gibson.
Im Jahr 2006 zog er zurück nach Israel und nahm zusammen mit seiner Frau die dortige Staatsbürgerschaft und die hebräischen Namen Adam und Aviva Eden an.

## Filmografie (Auswahl)
- 1960: Exodus
- 1970: Alle hatten sich abgewandt (Fernsehfilm)
- 1970: Madron
- 1973: Bull Buster (Koreyim Li Shmil)
- 1974: Moses (Mosè) (Fernseh-Miniserie)
- 1974: Notruf California (Emergency!) (Fernsehserie, 1 Folge)
- 1974: Vier Fäuste schlagen wieder zu (Carambola)
- 1975: Vier Fäuste und ein heißer Ofen (Carambola, filotto… tutti in buca)
- 1975: Wir sind die Stärksten (Noi non siamo angeli)
- 1975: Zwei irre Typen mit ihrem tollen Brummi (Simone e Matteo: Un gioco da ragazzi)
- 1976: Vier Fäuste – Hart wie Diamanten (Il vangelo secondo Simone e Matteo)
- 1976: Die 21 Stunden von München (21 Hours at Munich)
- 1977: Der größte Schlag der Todeskralle (Da juan tao)
- 1978: 12 Uhr nachts – Midnight Express (Midnight Express)
- 1979: Die Rentner-Gang (Going in Style)
- 1979: Die Weiche steht auf Tod (Disaster on the Coastliner) (Fernsehfilm)
- 1979: Wonder Woman (Fernsehserie, 1 Folge)
- 1979: Zwei in Teufels Küche (The In-Laws)
- 1980: Popeye – Der Seemann mit dem harten Schlag (Popeye)
- 1981: Masada
- 1981: Kennwort: Salamander (The Salamander)
- 1982: Pieces – Der Kettensägenkiller (Mil gritos tiene la noche)
- 1983: Jungle Warriors – Euer Weg führt durch die Hölle
- 1984: Der Wüstenplanet (Dune)
- 1985: Die Killer-Akademie (Crimewave)
- 1985: Red Sonja
- 1986: Hochzeitsnacht im Geisterschloss (Haunted Honeymoon)
- 1987: Gor
- 1987: Outlaw Force
- 1987: Terminal Entry – Das Spiel mit dem Terror (Terminal Entry)
- 1988: Chase – Tödliches Spiel (Death Chase)
- 1989: Caged Fury
- 1989: Satanic – Ausgeburt der Hölle (Sonny Boy)
- 1989: Tödliche Safari (Ten Little Indians)
- 1990: Bestien hinter Gittern (Caged Fury)
- 1990: Motocrossfieber (Crossing the Line)
- 1994: Maverick – Den Colt am Gürtel, ein As im Ärmel (Maverick)